# Селевк VI Епифан
Селевк VI Епифан е владетел от династията на Селевкидите, най-възрастният син на Антиох VIII Грюпос и Трифаена. Управлява през 96 – 95 пр.н.е.
Селевк VI наследява баща си в Сирия през 96 пр.н.е. и убива в битка неговият съперник, чичо си Антиох IX Кизикен. В следващата година Антиох X Еузеб, син на убития Антиох IX, въстава в Коилесирия срещу Селевк VI. Антиох X побеждава Селевк VI и го прогонва в Киликия, където местните жители скоро вдигат бунт и убиват детронирания владетел (през 94 или 93 пр.н.е.), предизвикани от прахосничеството на двора му.
След смъртта на Селевк VI в Сирийското царство продължила войната за наследството на трона между Антиох X и братята Антиох XI Епифан, Филип I Филаделф и Деметрий III Еукер.